# Megymenini
Megymenini – plemię pluskwiaków z podrzędu różnoskrzydłych, rodziny Dinidoridae i podrodziny Dinidorinae. Obejmuje 24 opisane gatunki, sklasyfikowane w dwóch rodzajach.

## Morfologia
Pluskwiaki o ciele prawie jajowatym w zarysie, z wierzchu słabiej, a od spodu silniej wypukłym. 
Głowa jest w zarysie trójkątna, ma płytki żuwaczkowe wydłużone przed przedustek i tam stykające się ze sobą. Oczy złożone są szypułkowate. Odległość między przyoczkami jest zbliżona do odległości między przyoczkiem a brzegiem oka złożonego. Czułki zbudowane są z czterech członów. Kłujka zbudowana jest z czterech członów, z który pierwszy jest długi i sięga aż do środka długości przedpiersia. Przedplecze jest poprzeczne, ponad dwukrotnie szersze od głowy, o krawędziach bocznych wyraźnie wyciągniętych w wyrostki lub płaty, a krawędzi przedniej zaopatrzonej w obrączkę apikalną. Na powierzchni przedplecza znajdują się pośrodkowe wciski poprzeczne. Tarczka ma jamkowate wciski w kątach przednich. Półpokrywy mają w pełni zaznaczony szew między mezokorium i egzokorium oraz krótką, nie sięgającą podstawy przykrywki międzykrywkę. W skrzydle tylnym wspólny pień żyłki subkostalnej i radialnej najbliżej przedniej żyłki kubitalnej biegnie w części nasadowej; w części środkowej żyłki te są od siebie oddalone. Tylna żyłka kubitalna jest wykształcona. Odnóża zwieńczone są trójczłonowymi stopami. Odwłok ma boczne brzegi sternitów z dwoma płatami. Przetchlinki na pierwszym z widocznych sternitów odwłoka nie są zasłonięte przez zapiersie. Genitalia samca mają lekko wystającą brzuszną krawędź pygoforu, słabo zesklerotyzowany edeagus oraz słabo owłosione paramery o częściach nasadowych dłuższych niż hipofizy. Genitalia samicy mają niewklęśnięty paratergit dziewiątego segmentu z wyrostkiem na górnej krawędzi oraz krótką część rurkowatą przewodu spermateki.

## Rozprzestrzenienie
Plemię ten zamieszkuje całą krainę orientalną i część krainy australijskiej. Rozmieszczone jest od Indii, Bangladeszu, Chin, południowej Japonii i Tajwanu przez Sri Lankę, Mjanmę, Kambodżę, Tajlandię, Laos, Wietnam, Malezję, Filipiny, Singapur, Indonezję i Papuę-Nową Gwineę po Australię. Z tej ostatniej podawane są trzy gatunki.

## Taksonomia
Takson rangi rodzinowej od rodzaju Megymenum wprowadzili w 1843 roku przez Charlesa Jean-Baptiste'a Amyota i Jean Guillaume Audinet-Serville'a pod nazwą Mégyménides. Podrodzinę Megymeninae z plemieniem Megymenini w obrębie Dinidoridae wprowadził do klasyfikacji P.S.S. Durai. Do plemienia Megymenini zalicza się 24 opisane gatunki, sklasyfikowane w dwóch rodzajach:
- Doesbergiana Durai, 1987
- Megymenum Guérin-Méneville, 1831

Wyniki analizy kladystycznej Anny Kocorek i Jerzego A. Lisa z 2000 roku potwierdzają siostrzany charakter relacji filogenetycznej między tymi rodzajami, wskazując pięć synapomorfii plemienia.